# 365 (nombre)
Cet article est relatif au nombre 365. Pour les années, voir 365 et 365 av. J.-C..
Le nombre 365 (trois cent soixante-cinq) est l'entier naturel qui suit 364 et qui précède 366.

## En mathématiques
Trois cent soixante-cinq est :
- le plus petit nombre pouvant s'écrire de plusieurs façons comme somme de carrés consécutifs : 365 = 102 + 112 + 122 = 132 + 142,
- le 14e nombre carré centré.

## Dans d'autres domaines
Trois cent soixante-cinq est aussi le nombre de jours que compte une année commune dans le calendrier grégorien. C'est le nombre approximatif de jours solaires dans une année tropique. Plusieurs variétés de calendriers ont été conçus comme réponses aux essais de division de l'année à 365,25 jours en mois lunaire à 29,5 jours et en semaines traditionnelles de 7 jours.